# Збиття U-2 під Свердловськом
Збиття U-2 під Свердловськом — один з епізодів холодної війни, що стався 1 травня 1960 року в період правління першого секретаря ЦК КПРС та голови Ради міністрів СРСР Микити Хрущова та президента США Дуайта Ейзенхауера. В ході інциденту в повітряному просторі СРСР збито літак-розвідник Lockheed U-2.
Після інциденту США спочатку намагалися заперечувати існування, завдання та цілі літака, проте після пред'явлення радянським урядом залишків збитого літака та захопленого пілота Гері Пауерса змушені були визнати існування програми польотів літаків-шпигунів над СРСР. Пауерса за шпигунство засуджено до десяти років ув'язнення, проте 10 лютого 1962 року, разом з американським студентом-економістом Фредеріком Прайором, обміняно на радянського розвідника Рудольфа Абеля.
Інцидент стався за два тижні до запланованої зустрічі між Сходом та Заходом у Парижі та став серйозним ударом по репутації США. Також він значно ускладнив відносини між СРСР та США .

## Передісторія
На початку 1950-х років США та СРСР почали розвивати системи термоядерної зброї. З огляду на високу небезпеку та руйнівну силу першого удару такою зброєю президент США Д. Ейзенхауер на женевській зустрічі у верхах 1955 року запропонував концепцію «відкритого неба». Проєкт передбачав дозвіл взаємних інспекційних польотів між США та СРСР. Радянський лідер Н. С. Хрущов відкинув цю пропозицію, що спонукало Ейзенхаура дати зелене світло розробці та секретним польотам літака U-2.

### Загін 10-10
Для фотографування секретних об'єктів на чужих територіях за допомогою літаків U-2 було створено «Загін 10-10». Офіційно підрозділ називався 2-ю (тимчасовою) авіаескадрильєю метеорозвідки WRS (P)-2 і, за легендою, був підпорядкованим Національному управлінню з аеронавтики та дослідження космічного простору (НАСА). Літаки цього авіазагону постійно виконували розвідувальні польоти вздовж кордонів СРСР із Туреччиною, Іраном та Афганістаном. Польоти здійснювалися й над іншими соціалістичними країнами. Пріоритетним завданням був збір відомостей про розташовані на території СРСР радіостанції, радіолокаційні станції та позиції ракетних комплексів різного призначення, зокрема, протиповітряної оборони (ППО).

### Польоти U-2 над СРСР
4 липня 1956 року здійснено перший політ U-2 над територією СРСР. Літак стартував з американської авіабази під Вісбаденом (ФРН) і здійснив політ над Москвою, Ленінградом і балтійським узбережжям. Політ пройшов вдало, літак не виявили, а система ППО не відкрила вогню. Потужна фототехніка, встановлена на U-2, дозволяла отримувати знімки гарної якості та високої роздільності. Польоти були глибоким вторгненням у повітряний простір СРСР на висоті 19 000—21 000 м тривалістю 2—4 години. Вони дозволили отримати значний обсяг розвідувальної інформації — визначити багато елементів радянської системи ППО, алгоритми її дії, аеродроми базування винищувачів-перехоплювачів, позиції зенітної артилерії, станцій радіолокації. Було знято інші важливі оборонні об'єкти СРСР, такі як бази військово-морського флоту. Попри побоювання міжнародного скандалу, Ейзенхауер не зміг устояти перед спокусою отримувати розвідувальні дані такої якості. U-2 виконував польоти на висотах, недосяжних на той час для винищувачів. Також вважалося, що радянські ракети не можуть досягати такої висоти.
У липні 1956 року було виконано п'ять польотів із глибоким вторгненням у повітряний простір європейської частини СРСР, і факт вторгнення зафіксували радянські засоби ППО. У ноті від 10 липня 1956 року уряд СРСР охарактеризував дії США як «навмисну дію певних кіл США, розраховану на загострення відносин між Радянським Союзом і Сполученими Штатами Америки» (рос. преднамеренное действие определённых кругов США, рассчитанное на обострение отношений между Советским Союзом и Соединёнными Штатами Америки), і зажадав припинити розвідувальні польоти. Однак у січні 1957 року польоти U-2 над територією СРСР відновилися. Літаки почали вторгатися глибше, фотографуючи територію Казахстану та Сибіру. Військових та ЦРУ цікавили позиції ППО та полігони Капустин Яр, а також виявлені раніше полігони Сари-Шаган та Торетам (Байконур). До польоту Пауерса 1960 року літаки U-2 вторгалися в повітряний простір СРСР не менше 20 разів.
Вважають, що в ході свого візиту до США 10 липня 1957 прем'єр-міністр Пакистану Хусейн Сухраварді повідомив Ейзенхауеру про дозвіл на створення в його країні секретного розвідувального підрозділу; офіційну угоду про створення комплексу в Пешаварі укладено 2 роки потому. Базу, розташовану в Бадабері (10 км від Пешавара), АНБ використовувало для радіоелектронної розвідки. Також пакистанська сторона схвалила використання ЦРУ аеропорту Пешавар для польотів U-2 над Радянським Союзом.
9 квітня 1960 року літак U-2 під керуванням Боба Еріксона здійснив проліт над радянською територією, знявши багато надсекретних військових об'єктів — Семипалатинський ядерний полігон, авіабазу стратегічних бомбардувальників Ту-95, полігони Сари-Шаган і Торетам. По тривозі було піднято засоби ППО, але міжвідомча плутанина та неготовність до проведення таких операцій не дозволили атакувати літак-порушник.

### Складність польотів
За розповідями Пауерса, розвідувальні польоти були дуже складними для пілотів як фізично, так і психологічно. Небезпеку іноді становили й самі об'єкти знімання. Так, під час польоту 9 квітня 1957 року пілот Боб Еріксон пройшов над Семипалатинським полігоном і в прицільному пристрої побачив установлену на вежу і готову до вибуху ядерну бомбу.
Крім того, керування літаком U-2 вимагало від пілота значних розумових і фізичних зусиль. Через особливості конструкції, що створювали проблеми при польоті на малих швидкостях, посадку доводилося здійснювати за допомогою колег-пілотів, які передавали дані про відстань до смуги і орієнтацію апарата з автомобіля, що прямував за літаком (у 1950-х і 1960-х це були звичайні вантажівки, від 1990-х років використовують спорткари Chevrolet Camaro або Pontiac GTO.

## Інцидент

### Підготовка та початок польоту

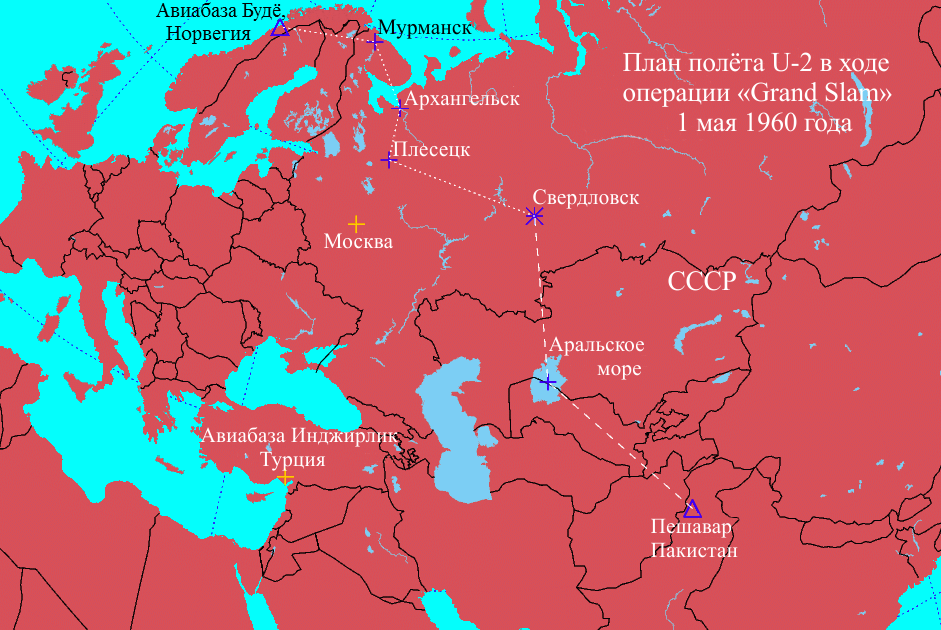
План польоту U-2 під час операції «Grand Slam» 1 травня 1960 року

У рамках операції під кодовою назвою Grand Slam  наприкінці квітня 1960 року планувався політ U-2 з пакистанської авіабази Пешавар через Афганістан над радянською територією за маршрутом Сталінабад — Аральське море — Челябінськ — Свердловськ — Кіров — Архангельськ — Сєверодвінськ — Кандалакша — Мурманськ із посадкою на норвезькій авіабазі Будьо. 28 квітня з турецької авіабази Інджирлік у Пешавар перелетів Lockheed U-2C із заводським номером 358. Паливо для нього доставлено 27 квітня на C-124 ВПС США, а пізніше літак C-130 доправив наземну команду техніків, основного пілота — Френсіса Пауерса і резервного — Боба Еріксона. 29 квітня екіпаж дізнався, що виліт відкладено на один день. Тоді Еріксон перегнав номер 358 назад до Інджирліка, а пілот Джон Шинн пригнав U-2C із заводським номером 360. Однак 30 квітня виліт знову затримали на один день через похмуру погоду над радянською територією.
На 1 травня погода покращилася і о 5:00 мск пілотований Пауерсом U-2C із заводським номером 360 і бортовим 56-6693 без розпізнавальних знаків вилетів із Пешавару. Для Пауерса це був уже 28-й політ літаками U-2. Минувши Афганістан, о 5:36 літак-розвідник перетнув кордон повітряного простору Радянського Союзу за двадцять кілометрів на південний схід від Кіровабада (Таджицька РСР), перебуваючи на висоті 18 000—21 000 м і летячи зі швидкістю 720—780 км/год. Зробивши знімки МБР на космодромі Байконур, Пауерс також пролетів Магнітогорськ та Челябінськ. Наступним пунктом маршруту, що став останнім для Пауерса, було розташоване між Челябінськом і Свердловськом місто Челябінськ-40 (нині Озерськ), де розташований завод «Маяк», який займався тоді виробництвом збройового плутонію, використовуваного при виготовленні ядерної зброї.

### Офіційна версія інциденту
Рано-вранці в Москві вже знали про політ літака-порушника над територією СРСР, і на шосту годину систему ППО країни приведено в підвищену боєздатність[⇨]. Зокрема, командирам авіаційних частин наказано: «Атакувати порушника всіма черговими ланками, що в районі польоту іноземного літака, за необхідності — таранити». На військовому аеродромі «Кольцово» випадково опинився літак Су-9 — його переганяв із заводу в авіачастину капітан Ігор Ментюков. Винищувач-перехоплювач не був готовим до бою, не було озброєння, льотчик був без висотно-компенсувального костюма, але практична стеля в літака була 20 000 м. Капітан Ментюков отримав наказ перехопити U-2 (таранити його) на підході до Свердловська, Су-9 піднято о 8:28. Однак через помилки оператора наведення на командному пункті (КП) та відмову бортової РЛС таран не відбувся. Ментюков зміг зробити лише одну спробу через нестачу палива, оскільки на таку висоту Су-9 піднімався в режимі форсажу, до того ж, за його розповідю, в цей час почали працювати зенітні ракетники.
У доповіді головнокомандувача Військами ППО маршала С. С. Бірюзова міністру оборони СРСР маршалу Р. Я. Малиновському 2 травня 1960 зазначено: «5-й зенітний ракетний дивізіон (командир — підполковник І. І. Новіков) 37-ї зенітної ракетної бригади, попри велику дальність, зробив пуск однієї ракети, але безрезультатно, оскільки ціль була поза зоною ураження зрдн». Пуск зроблено о 8:46. У відкритій пресі про цей ракетний запуск, не повідомлялося.

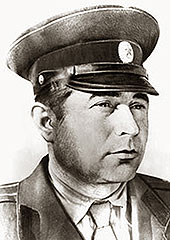
Командир 2-го дивізіону майор М. Р. Воронов

О 8:53 U-2 збито ракетою ЗРК С-75 2-го дивізіону 57-ї зенітної ракетної бригади. Обов'язки командира дивізіону (дивізіон з нагоди свята був у неповному складі) виконував начальник штабу майор Михайло Воронов. У ціль потрапила перша ракета, дві інші не зійшли з направляючих із технічних причин. У результаті U-2, що йшов на висоті приблизно 20 700 м, розвалився, а на екранах локаторів численні позначки були сприйняті як поставлені літаком перешкоди, тому сусідній 1-й дивізіон (Монетний), яким командував капітан Микола Шелудько, дав залп і по цих цілях (наказ з КП на відкриття вогню надійшов о 8:55). Понад 30 хвилин після знищення літака і на КП полку, і на КП армії ППО вважали, що він продовжує політ.

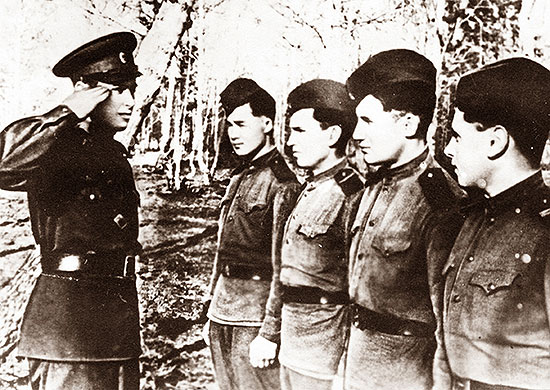
Бойовий розрахунок, який відзначився при знищенні U-2

Вибухнувши за літаком, бойова частина ракети уламками вразила хвостове оперення і двигун (або, за деякими даними, викликала ударну хвилю, що призвела до перевертання літака і поломки крил[⇨]), після чого U-2 почав падати. Пауерса затиснуло між панеллю приладів і сидінням, тому він не міг скористатися катапультою, не пошкодивши ніг. Він був проінструктований, що при вимушеному спуску на територію СРСР повинен привести в дію систему ліквідації літака та по можливості уникнути полонення. Однак у цій ситуації, зрозумівши приблизно на висоті 9000 м неможливість катапультування, Пауерс відкрив ліхтар кабіни і насилу залишив літак, після чого автоматично розкрився парашут — це було на висоті близько 4000 м. Літак звалився біля села Поварня. Сам льотчик приземлився на полі біля села Косулино, де його затримали місцеві жителі.

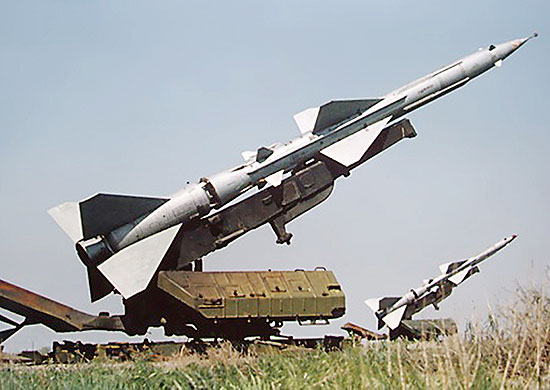
Зенітний ракетний комплекс С-75

Через пів години після знищення U-2 в 4-му дивізіоні 57-ї бригади, яким командував майор А. Шугаєв (Старі Решоти), за ціль прийняли пару винищувачів МіГ-19, що вилетіла на перехоплення U-2, пілотованих капітаном Борисом Айвазяном і старшим лейтенантом Сергієм Сафроновим. О 9:23 однією з ракет ЗРК С-75 літак Сафронова збито на висоті 11 000 м, льотчик загинув, хоч і катапультувався. Борис Айвазян зманеврував, зробивши різке пікірування до висоти 2000 м, і з великим навантаженням вивів літак на висоту близько 300 м (за іншими джерелами, близько 500 м), вийшовши таким чином із зони дії ракети.
Подальше розслідування встановило, що відповідач системи розпізнавання «свій-чужий» на літаку Сафронова був увімкненим, але апаратура впізнавання літаків у 4-му дивізіоні 57-ї бригади була несправною, тому обидва літаки прийнято за супротивника. Причиною загибелі льотчика стала погана робота бойового розрахунку головного командного пункту армії ППО. Начальники родів та служб не повідомляли про прийняті рішення на головний командний пункт, який, у свою чергу, не інформував про обстановку командирів частин та з'єднань. У 57-й бригаді не знали про перебування винищувачів у повітрі.

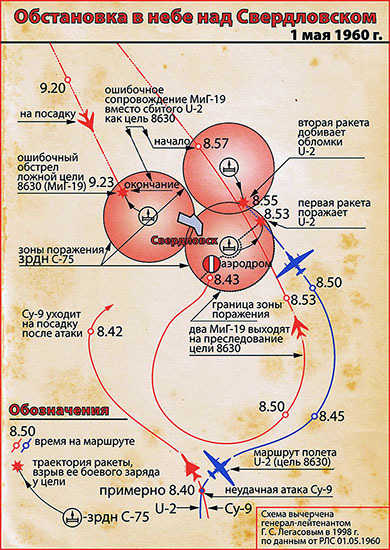
Схема обстановки в небі над Свердловськом, підготовлена 1998 року генерал-лейтенантом Легасов Геннадій Сергійович за даними РЛС на 1 травня 1960 року

Загалом у ході припинення польоту U-2 випущено 8 зенітних ракет. Як зазначає В. Самсонов, у офіційних повідомленнях фігурує цифра 7. Перша ракета пошкодила хвостове оперення U-2, після чого літак став падати і в зоні поразки сусіднього дивізіону його обстріляно трьома ракетами, інші три ракети пущено по винищувачу Міг-19, але насправді витрачено вісім ракет — восьму пустив по винищувачу Су-9 дивізіон підполковника Новікова сусідньої ракетної частини (37 бригада), якою командував полковник Ф. І. Савинов. Спочатку Савинов був переконаний, що саме його дивізіон збив U-2, не знаючи, що, крім порушника в небі, був свій винищувач, але потім був змушений визнати помилку.

### Вильоти винищувачів на перехоплення U-2
О 5:33 літак-порушник виявила станція радіолокації ППО на дальності 130 км, але висоту помилково визначено як 9000 м. На перехоплення цілі піднято два МіГ-15біс з аеродрому Кокайти (о 5:41) і ще два МіГ-15біс з аеродрому Чирчик (5:48). Винищувачі піднялися на висоту 13 000 — 14 000 м, але порушника не виявили, оскільки він летів приблизно на 6000 м вище. На той час висоту польоту цілі виміряли висотоміром радіолокації ПРВ-10, вона становила 19 000 м.
О 7:26 з аеродрому Троїцьк (Челябінська область), через брак висотних винищувачів, піднято пару МіГ-15біс, але ціль пройшла значно вище від них.
О 7:40 з аеродрому Кольцово піднято один із двох «беззбройних» Су-9, який пілотував капітан Анатолій Сакович, який у парі з Ігорем Ментюковим переганяв літаки із заводу в авіачастину. У наказі прозвучало: «Ціль реальна і має бути знищена, аж до тарану». Сакович вирішив зблизитися з противником і на перевищенні «різанути» U-2 форсажним струменем. Су-9 було виведено в район 150 км на південь від Троїцька — 450 км від аеродрому вильоту. За наказом з КП льотчик скинув баки і ввімкнув форсаж, але через помилкові дані щодо висоти цілі (на КП стійко видавалося 10 000 м) льотчик вище 12 000 м не піднімався і цілі не виявив. Потім скінчилося пальне і була вимушена посадка на ґрунтовий (вперше в історії ППО для Су-9) аеродром Троїцька. Соковичу надійшов наказ терміново підготуватися до повторного вильоту, але його скасували, бо в повітрі вже був капітан Ментюков. Згодом московська комісія визнала дії Саковича правильними — його нагородили позолоченим годинником «Сатурн».
О 8:28 (8:10) з аеродрому Кольцово піднято другий Су-9 (капітан Ментюков). Пункт наведення виявився непідготовленим до наведення винищувача Су-9 — спочатку його вивели на 10—12 км правіше від цілі, а при повторному наведенні на ціль команду на відключення форсажу подано передчасно, тому винищувач втратив висоту і наведення не відбулося. О 8:52 капітан Ментюков здійснив посадку на аеродром Кольцово.
О 8:43 з аеродрому Кольцово піднято два МіГ-19 (капітан Айвазян та старший лейтенант Сафронов). О 9:23 по літаку Сафронова випущено три ракети, літак збито, льотчик загинув.
О 8:55 з аеродрому Велике Савино (Перм) піднято один МіГ-19П (капітан Гусєв), а о 9:24 з аеродрому Кольцово — повторно Су-9 (капітан Ментюков), які незабаром посаджено на свої аеродроми, оскільки ситуація нарешті прояснилася.

## Наслідки інциденту

### Відомчі
За знищення американського літака-розвідника нагороджено орденами Червоного Прапора майора М. Р. Воронова, капітана М. І. Шелудько, старшого лейтенанта С. І. Сафронова; орденами Червоної Зірки — лейтенанта Г. Д. Букіна, старшого лейтенанта Е. Е. Фельдблюма, капітана В. В. Чернушкевича, капітана В. І. Кулагіна, ще 14 військовослужбовців нагороджено медалями «За відвагу» та «За бойові заслуги».
Першого заступника командувача військами 4-ї окремої армії ППО Уральського військового округу генерал-майора Івана Солодовникова, який наказав знищити невідому ціль на висоті 11 000 м, відправлено у відставку. Полковнику С. В. Гайдерову, який виконував обов'язки командира 57-ї зенітної ракетної бригади, за загибель винищувача МіГ-19 оголосили службову невідповідність, а потім зняли з посади; майору А. Шугаєву, який збив винищувач, оголосили повну службову невідповідність і через деякий час звільнили зі Збройних Сил.

### Політичні
3 травня уряд США заявив, що літак U-2, який використовувався в програмі вивчення метеорологічних умов, зник 1 травня, перебуваючи в повітряному просторі Туреччини, і міг розбитися в озері Ван після того, як пілот повідомив про несправність кисневого обладнання.

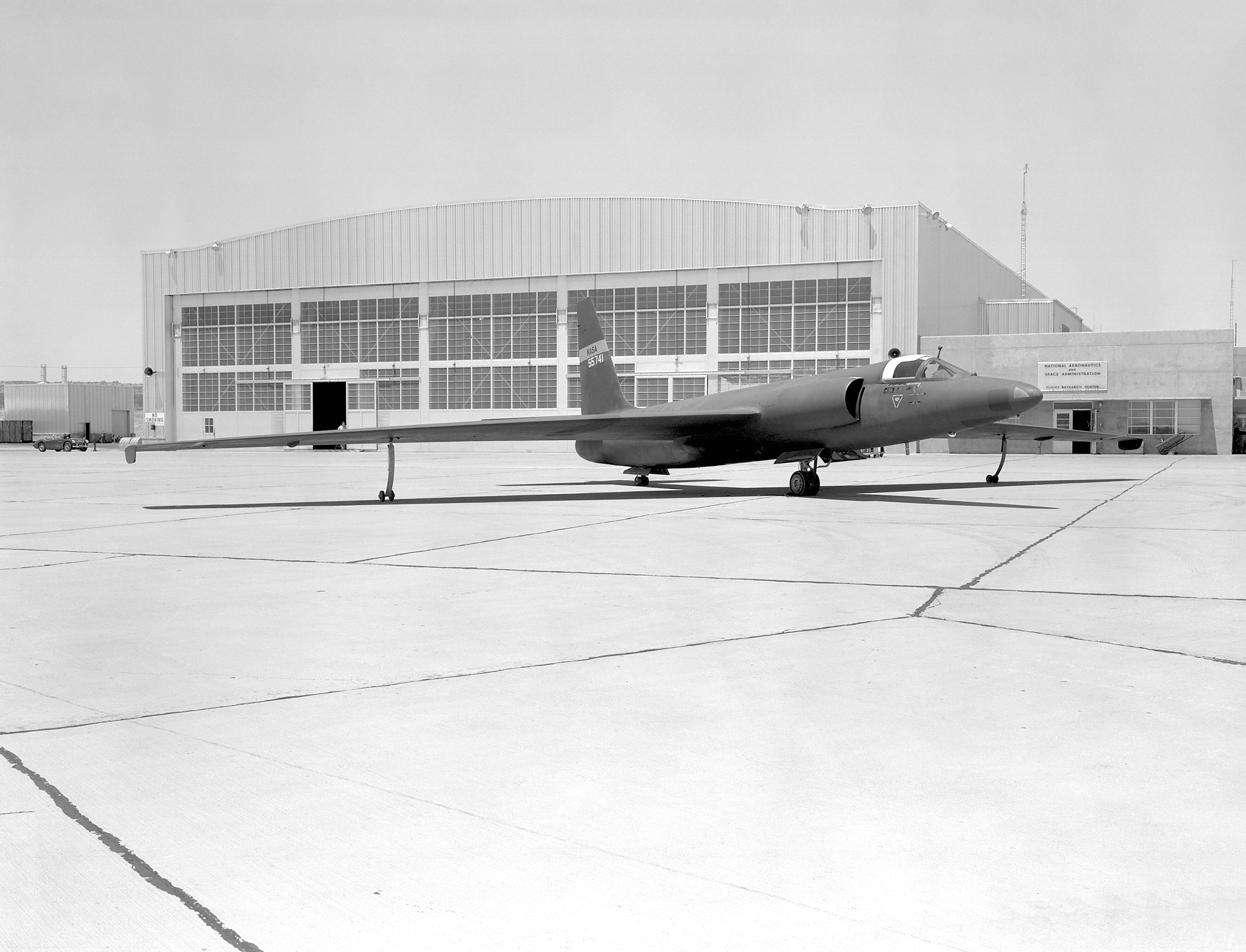
U-2 з розпізнавальними знаками НАСА та вигаданим серійним номером у Центрі льотних досліджень НАСА на базі ВПС Едвардс 6 травня 1960 р.

Повідомлення про збитий американський літак (без подробиць події) прозвучало 5 травня 1960 року в доповіді Хрущова на сесії Верховної Ради СРСР. У той же день представник Держдепартаменту США заявив, що 1 травня літак U-2 проводив дослідження погоди, брав проби повітря у верхніх шарах атмосфери в районі радянсько-турецького кордону, але через несправність кисневого живлення пілот знепритомнів, а літак збився з курсу та залетів на територію СРСР. НАСА, під прикриттям якого виконувались польоти, випустило докладний прес-реліз, який повторює цю легенду. Для підкріплення легенди на один із літаків U-2 терміново нанесли розпізнавальні знаки НАСА з вигаданим серійним номером і виставили для засобів масової інформації в Центрі льотних досліджень НАСА на базі ВПС Едвардс 6 травня 1960.
У доповіді на тій же сесії Верховної Ради СРСР 7 травня Хрущов повідомив, що пілот збитого літака-шпигуна живий і дає свідчення та є документальні підтвердження, що літак потрапив на територію СРСР із розвідувальною місією. На прес-конференції 11 травня Ейзенхауер вже не зміг ухилитися від визнання факту проведення шпигунських польотів у повітряному просторі СРСР, які вели протягом кількох років.

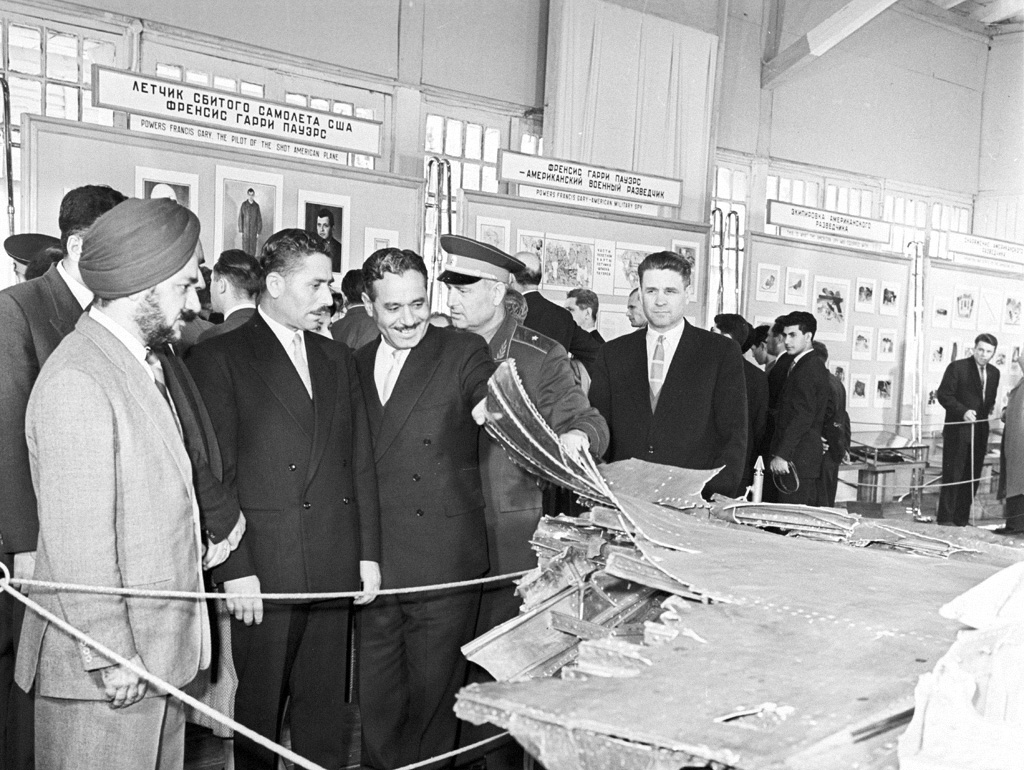
Військові аташе іноземних держав на виставці залишків збитого літака в ЦПКтаВ у травні 1960 року

Напередодні польоту Пауерса в Парижі йшла підготовка до саміту за участю керівників СРСР, США, Великобританії та Франції — першого за останні п'ять років заходу такого високого рівня. На саміті планувалося обговорити питання статусу розділеної Німеччини, а також намітити діалог між західними країнами та СРСР з різних питань мирного співіснування, включаючи можливість контролю над озброєннями, обмеження ядерних випробувань та ослаблення напруженості між СРСР та США. Шпигунський скандал, що виник, не тільки провалив повістку саміту, а й посилив напруженість між наддержавами. Саміт пройшов лише за один день, наприкінці якого, 16 травня, і Хрущов, і Ейзенхауер виступили із заявами щодо інциденту. Хрущов у властивій йому риториці звинуватив США у віроломстві і зажадав від Ейзенхауера вибачитися за інцидент з літаком U-2 і надалі припинити польоти розвідувальних літаків над радянською територією. Ейзенхауер у свою чергу, вже не заперечуючи того, що шпигунські польоти мали місце, висловив лише жаль про те, що сталося. Не бачачи зустрічних кроків від американської сторони, Хрущов скасував запрошення радянської сторони Ейзенхаеуру відвідати СРСР.
16 травня 1960 року напередодні зустрічі Хрущова та Ейзенхауера в Парижі американські збройні сили приведено в підвищену бойову готовність (DEFCON 3). Протистояння наддержав пішло в черговий виток холодної війни.

### Особисті
Френсіса Пауерса затримали в СРСР, він постав перед судом. Судові слухання проходили 17-19 серпня 1960 року в Колонному залі Будинку Союзів. Обвинувальний висновок за підписом голови КДБ Олександра Шелєпіна кваліфікував дії Пауерса за статтею 2 Закону СРСР «Про кримінальну відповідальність за державні злочини», яка передбачала страту. Генеральний прокурор СРСР Роман Руденко, який затвердив обвинувальний висновок і підтримував державне звинувачення в суді, попросив суд засудити Пауерса до п'ятнадцяти років позбавлення волі.

Пауерс співпрацював зі слідством і докладно відповідав на питання, задавані йому в ході судового засідання. В останньому слові Пауерс заявив:
Я звертаюся до суду з проханням судити мене не як ворога, а як людину, яка не є особистим ворогом російських людей, людину, яка ніколи ще не поставала перед судом за жодними звинуваченнями і яка глибоко усвідомила свою провину, шкодує про неї і глибоко кається.
Суд засудив Пауерса до позбавлення волі на десять років, з відбуванням перших трьох років у в'язниці. Вирок був остаточним і не підлягав оскарженню.

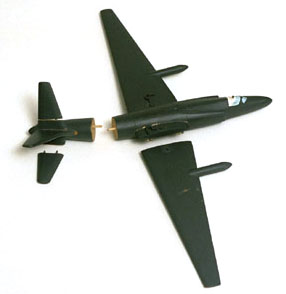
Дерев'яна модель літака, використана Пауерсом під час свідчень у сенаті США. Відкремлювані частини показували характер руйнування літака при вражанні

Після обміну на Абеля та Прайора і після повернення до США Пауерса звинувачено в порушенні службових інструкцій, проте військове дізнання та розслідування сенатського підкомітету у справах збройних сил зняли з нього всі звинувачення. На допиті 13 лютого 1962 року Пауерс докладно розповів співробітнику ЦРУ обставини, пов'язані з ураженням і падінням U-2.

За розповіддю Пауерса, після того як він відчув ззаду і правіше від кабіни вибух, то відразу подивився вгору і побачив навколо помаранчевий спалах. Опустивши голову, він помітив, що праве крило почало завалюватися, і почав вирівнювати літак. Спочатку це вдалося, але зненацька ніс U-2 круто пішов униз. Пілот потягнув за ручку управління, але зв'язку між нею та хвостовим оперенням не було — таке могло статися лише за відриву хвоста. Падаючи, літак став обертатися. У якийсь момент крила під тиском повітря склалися і відірвалися від фюзеляжу, після чого літак перекинувся і став падати носом догори. Пауерс почав зісковзувати з крісла, поки не був зупинений ременем, що врізався йому в груди. Один із приладів показав, що двигун заглух. Падіння, судячи з руху стрілки висотоміра, відбувалося з великою швидкістю. Опинившись вниз головою, Пауерс через великі перевантаження не зміг повернути становище в кріслі, а тримався на одних ременях. Його ноги вперлися в приладову дошку, прямо над якою містилася металева частина ліхтаря, об яку він обов'язково вдарився б у разі катапультування, крім того, він би втратив і ноги. Не маючи можливості катапультуватися, Пауерс не став вмикати механізм підриву літака, оскільки вибух стався б уже через 70 сек. Тому, відірвавши приладову панель, що заважала, на висоті 34 тисячі футів (10 000 м) він відкрив ліхтар кабіни і спробував увімкнути механізм підриву, але через великі перевантаження не зміг дотягтися до перемикача. На 15 тисяч футів (5000 м) він обірвав кисневий шланг і відокремився від кабіни літака.
Пауерс продовжив роботу у військовій авіації, але даних про його подальшу співпрацю з розвідкою немає. У період від 1963 до 1970 року він працював у Lockheed льотчиком-випробувачем. Посмертно нагороджений Медаллю військовополоненого, Хрестом за видатні льотні заслуги, Медаллю за службу національної оборони та Срібною Зіркою, третьою за значимістю військовою нагородою США — за те, що «стійко відкинув усі спроби отримати життєво важливу інформацію про оборону або бути експлуатованим з метою пропаганди».

## Наступні версії інциденту

### Ігор Ментюков
1996 року в газеті «Труд» опубліковано розповідь колишнього льотчика-винищувача Ігоря Ментюкова, який стверджує, що U-2 збив саме він, що виконуючи наказ таранити порушника на висоті близько 20 000 м, в останній момент він побачив літак Пауерса в зовсім близько, під собою трохи праворуч, і пройшов над ним. Незабаром він отримав повідомлення, що літак-порушник падає та наказ іти на посадку. Можливо, як стверджував Ментюков, U-2 потрапив у залишений літаком Су-9 супутній слід, що призвело до його руйнування та втрати керування.
Справді, на уламках літака Пауерса, виставлених на загальний огляд 1960 року в ЦПКтаВ імені Горького, не було слідів від вибуху бойової частини ракети, від уламків. Водночас частини літака, на яких ці сліди були, тоді не показували з міркувань секретності. Сучасна експозиція уламків U-2 у Центральному музеї Збройних Сил спростовує версію Ігоря Ментюкова. Її називають плодом фантазії журналістів та самого колишнього льотчика.

### Публікація 2010 року
2010 року в білоруському журналі «Армія» з'явилася стаття, автори якої ставлять під сумнів істинність офіційної версії.
Автори зазначають, що в районі Киштима U-2 пройшов два зенітні ракетні дивізіони 37-ї зенітної ракетної бригади. Прямуючи у бік Свердловська, U-2 в районі озера Сінара опинився в зоні поразки ще двох дивізіонів 37-ї бригади — 5-й дивізіон розташовувався за 6 км на південь від села Полднева, а 6-й на західному березі озера Щелкунське. За версією авторів статті, бойовий розрахунок 5-го дивізіону о 8:46 зробив перший ефективний пуск ракети по реальній цілі. Важко встановити, чому командування 37-ї бригади тягнуло з командою на запуск 5-го дивізіону, де командиром був підполковник Ілля Новіков. Коли надійшла команда на пуск, довелося стріляти навздогін на дальню межу зони вражання.
Після ураження ціль деякий час супроводжували з незначною втратою висоти та з деяким відхиленням від колишнього курсу. Коли Новіков доповів до штабу 37-ї бригади про результати пострілів, там не повірили — у штабі була напружена атмосфера через те, що ціль пройшла над чотирма дивізіонами бригади і тільки в останній момент по ній встигли пустити одну ракету. Коли командир 6-го дивізіону підтвердив попадання ракети Новікова та зниження цілі, яку незабаром взагалі втратили, у штабі вже вирішили доповідати до штабу 19-го корпусу ППО. Якщо припустити, що U-2 отримав пошкодження через осколковий вплив від спрацьовування бойової частини ракети, то у нього могли бути пошкоджені окремі важливі системи без фізичної руйнації в повітрі і літак, що має хороші аеродинамічні якості, на думку авторів, став планувати, втрачаючи висоту, і впав біля села Поварня.
Підбиваючи підсумок, автори заявляють, що U-2 збив дивізіон підполковника Новікова, який єдиний із усіх учасників протиповітряного бою стріляв навздогін цілі — вперше в історії зенітно-ракетних військ, і це було єдине влучення в U-2. Дивізіон майора Воронова, вочевидь, обстріляв ракетою винищувач Су-9, який опинився попереду літака Пауерса.
Версію про ураження U-2 дивізіоном підполковника Новікова підтримав у 2020 М. Ходарьонок. На його думку, дивізіони майора Воронова та капітана Шелудько обстрілювали вже уламки літака U-2, які прийняли за пасивні перешкоди, які нібито створював порушник. Як доказ він зазначає той факт, що дивізіон майора Воронова здійснив пуск тільки однієї ракети замість трьох.

### Траса польоту U-2
2012 року представлено дві схеми з трасою польоту U-2 — «Дані від СРЦ ЗРВ» та «Дані РЛС РТВ 4 ОА ППО». Траса U-2 за даними від РЛС РТВ проходить поза зоною ураження 5-го дивізіону 37-ї бригади. Полковник у відставці П. І. Старун, який служив 1960 року в штабі 37-ї бригади на посаді старшого помічника начальника оперативного відділення, називає дуже дивним маршрут U-2 на документі із зображенням проводки за даними РТВ і стверджує, що на КП 37-ї бригади на планшеті ДПО (дальньої повітряної обстановки) був зовсім інший маршрут — U-2, пройшовши над «Маяком», йшов прямо на Свердловськ і опинився якраз у коридорі між 5-м та 6-м дивізіонами 37-ї бригади.
Автор запропонованої 2020 року версії траси U-2 зазначає, що Пауерса, після повернення до США, допитували в ЦРУ, стенограми допитів опубліковано. На підльоті до Свердловська, на межі виходу із зони ведення 37-ї бригади, літак повернув праворуч, після чого ліворуч — на північно-західний курс, який, за словами Пауерса, мав пройти над якимсь аеродромом на південь від Свердловська (можливо, йдеться про Араміль (у ті роки там була військова база) та південними околицями міста. За словами Пауерса, U-2 збито в той момент, коли він лягав на північно-західний курс. Автор, посилаючись на розповіді очевидців — учасників першотравневої демонстрації в Свердловську, припускає, що дивізіон Воронова збив U-2 приблизно над селищем Єлизавет у Чкаловському районі Свердловська. Точка поразки збігається з описаною Пауерсом трасою U-2, хоча виходить, що він у цей момент не лягав на північно-західний курс, а вже ліг на нього.

### Критика
Публікації авторів, що підтримують версію про ураження U-2 зенітним ракетним дивізіоном підполковника Новікова, критикував директор музею військ ППО Юрій Кнутов. Першу статтю Ю. Кнутова з критикою версій Б. Самойлова та С. Селіна опубліковано 2012 року. У статті, зокрема, наголошується, що відстань по прямій між станціями Полднева (дивізіон Новікова) та Косулино (дивізіон Воронова) становить 67,5 км, а за версією, наприклад, С. Селіна, U-2 після ураження зміг подолати відстань понад 50 км (до місця падіння хвоста літака — найвіддаленішої від дивізіону Новікова точки розкиду уламків).
Посилаючись на розсекречені 2002 року документи ЦРУ, Ю. Кнутов стверджує, що внаслідок підриву бойової частини ракети U-2 нікуди не полетів, а увійшов у плоский штопор, розвернувся на 180° і, падаючи, зруйнувався. В опублікованій 2017 року статті Ю. Кнутова коротко викладено зміст протоколу, складеного співробітником ЦРУ[⇨]. Відповідаючи на запитання, Пауерс сказав, що не було жодного тривалого вирівнювання та подальшого польоту літака — U-2 розвалився на висоті 70 000 футів дуже швидко і одразу почав падати. Вогню Пауерс теж не помітив, а, спускаючись на парашуті, побачив великий фрагмент літака, що плив у повітрі.

## Нестача інформації
Порушення кордону СРСР американським літаком та ведення розвідки з метою отримання секретної інформації про військові та оборонні об'єкти кваліфікувалося у 1960-ті роки як тяжкий державний злочин. Тому, крім Міністерства оборони, розслідуванням інциденту займався Комітет державної безпеки СРСР (КДБ). Оскільки в ході знищення літака-порушника збито винищувач МіГ-19 і загинув старший лейтенант С. І. Сафронов, до розслідування підключилася Головна військова прокуратура СРСР, що перебувала в структурі Генеральної прокуратури. Є всі підстави вважати, що одночасно велися три незалежних розслідування.
Якщо зі спробами Міноборони приховати якісь небажані факти протиповітряного бою ще можна погодитись, то неможливо допустити підтасовування документів з боку КДБ чи Генеральної прокуратури на користь окремих офіцерів та генералів Військ ППО. Отже, остаточні висновки про те, хто збив літак Пауерса, а хто старшого лейтенанта С. І. Сафронова, зроблено не в Міністерстві оборони, а на підставі трьох незалежних доповідей, що надійшли до вищого керівництва СРСР. Якщо матеріали розслідування комісії Міністерства оборони станом на 2012 рік були доступні для вивчення, то матеріали двох інших відомств були все ще закритими.

## У культурі
- 1985 року про ці події знято радянський художній фільм «Ми звинувачуємо».
- Вербування Пауерса в ЦРУ, підготовку до польотів та знищення літака показано в американському фільмі 2015 року «Міст шпигунів».
- Дипломатичному підґрунтю інциденту з U-2 присвячено перший сезон російського серіалу «Оптімісти[ru]» (2016).
- Про інцидент згадано у фільмі «Приборкання вогню» 1972 року.
- 1960 року сірникова фабрика «Червона зірка» після цих подій випустила сірникову етикетку «Кулаком по США», де кулак із символікою «Серп і молот» розбиває американський літак із написом «US» на крилі.